# Silence 4

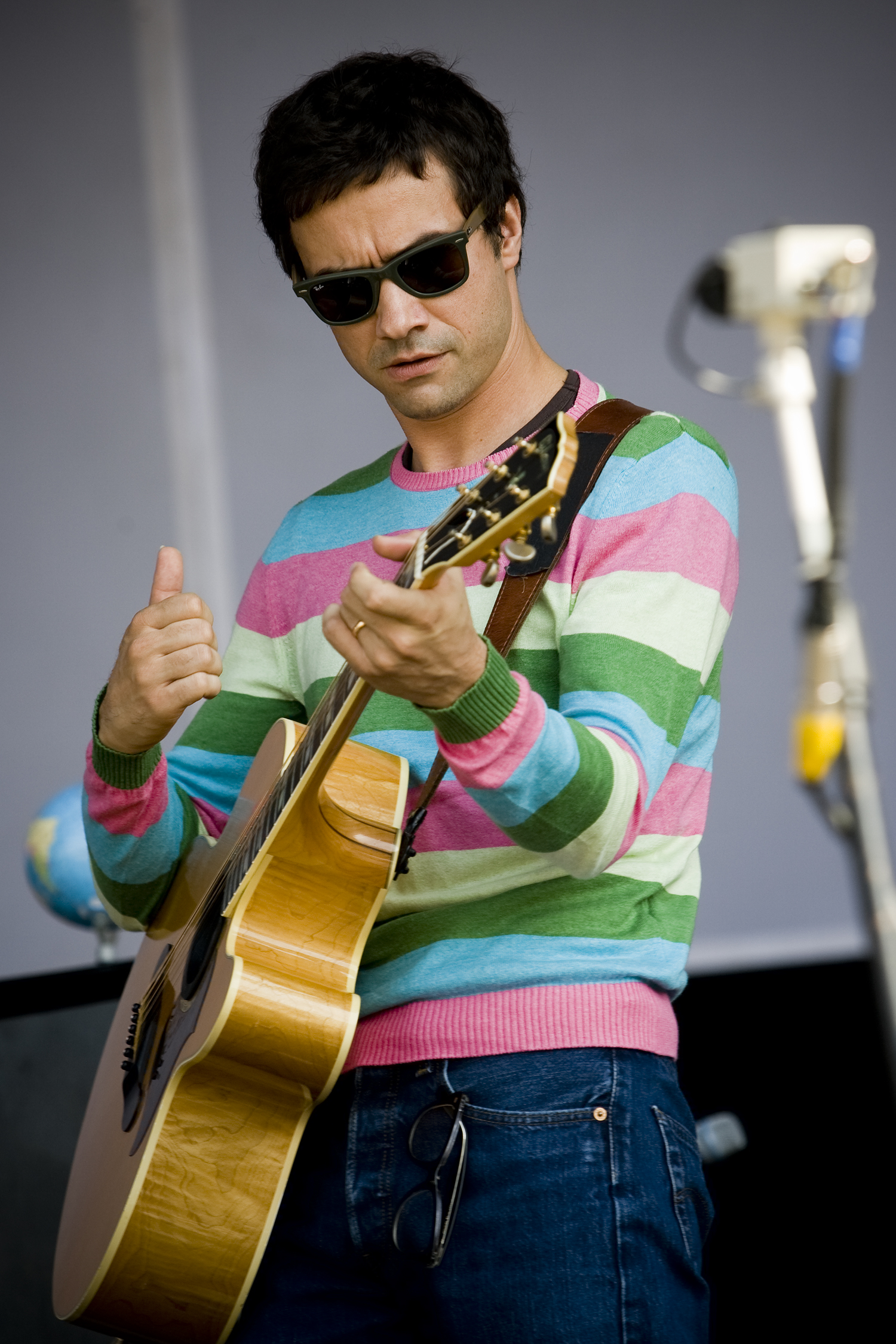
David Fonseca, en 2008.

Silence 4 est un groupe de rock portugais, originaire de Leiria. Formé en 1996, le groupe se composait de David Fonseca (chant et guitare), Sofia Lisboa (chant), Rui Costa (basse) et Tozé Pedrosa (batterie). Leurs chansons étaient principalement chantées en anglais. Le groupe se sépare en 2001 et son chanteur et principal compositeur, David Fonseca, se lance dans une carrière solo. Rui Costa sera membre du groupe Filarmónica Gil et, par la suite, du groupe A Caruma,,,,.

## Biographie
Tout commence en 1995. David et Tozé se connaissaient déjà et avaient l'habitude de jouer ensemble. À une occasion, David montre ses cassettes à Carlos Matos, propriétaire d'un magasin de musique alternative à Leiria. Il les aimait beaucoup et l'idée de former un groupe devenait de plus en plus forte. Quelque temps auparavant, David avait entendu Sofia chanter dans un bar et lui avait proposé de former un groupe. Exactement un an après cette rencontre, David recontacte Sofia, lui disant que le moment était venu de former un groupe. Ils commencent à jouer dans de très mauvaises conditions techniques. Après quelque temps, Rui Costa est invité à rejoindre le groupe. Il commence par leur dire que le son était terrible. Il propose alors une expérience : ils devraient éteindre les amplificateurs et jouer comme ça, naturellement. Pour être entendus, ils devraient tous être silencieux, d'où le mot « Silence » dans le nom du groupe.
Ils envoient une démo au  magazine Blitz, gagnant ainsi une certaine notoriété. Ils s'inscrivent au festival Termómetro Unplugged et gagnent. Ils reçoivent un prix d'environ 2 500 euros, dont la totalité sera dépensée pour enregistrer des démos. Lorsqu'ils tentent leur chance auprès des maisons de disques, la réponse est toujours la même : hors de question de chanter en anglais. Refusant de céder aux exigences des éditeurs qui voulaient tout l'album en portugais, ils sont invités à enregistrer une reprise d'une chanson d'Erasure, A Little Respect pour la compilation Sons de Todas as Cores (1998). Peu après, la chanson a commencé à avoir du succès sur certaines grandes stations de radio.
Le label PolyGram (aujourd'hui Universal) finit par les accepter. C'est ainsi que nait le premier album, Silence Becomes It, qui atteint, contre toute attente, cinq fois le statut de disque de platine, passant plusieurs mois à la première place du Top national. Cet album fait participer Sérgio Godinho dans l'un de ses morceaux. Ils entament ensuite une tournée nationale au cours de laquelle ils donnent 90 concerts en 6 mois. Le 18 décembre 1998, ils donnent le concert mythique au Pavilhão Multiusos devant une foule nombreuse. L'année suivante, ils poursuivent la tournée, mais avec moins de concerts.
Une période d'absence s'ensuit, pendant laquelle ils se réfugient à Londres, en Grande-Bretagne, loin de toute pression. C'est dans les studios de Ridge Farm que naît Only Pain is Real. Dans ce deuxième album, ils utilisent des sons synthétisés de piano et d'orchestre. Ce deuxième album est présenté en première à Leiria (2000) et devient disque de platine après 2 semaines. Ils repartent en tournée, au cours de laquelle ils donnent plus de 100 concerts. La tournée 2000 se termine par deux concerts uniques au Coliseu dos Recreios (19 et 20 décembre) qui marqueront la mémoire des personnes présentes. Le groupe prend fin et ses membres se lancent dans d'autres projets.
Le 29 novembre 2004, Universal sort un double CD-DVD avec l'enregistrement des deux soirées de concert au Coliseu dos Recreios les 19 et 20 décembre 2000.
En décembre 2013, un retour du groupe pour quelques concerts commémoratifs est annoncé. Les 4 concerts spéciaux ont lieu le 15 mars au Coliseu Micaelense de Ponta Delgada (Açores), le 22 mars à la Praça do Mar de Funchal (Madère), le 29 mars au Pavilhão Multiusos de Guimarães et le 5 avril à la MEO Arena de Lisbonne. Le label Universal sort en mars 2014 le coffret Silence 4 SongBook 2014 qui comprend les albums Silence Becomes It et Only Pain is Real et un troisième avec la première démo de 1996, les remixes de l'EP Only Pain is Real : The Remixes, Old Letters et Transplantation, enregistrés en live à Aula Magna (1999) et l'inédit Letter to Memphis, reprise d'un morceau des Pixies. Le DVD comprend des clips vidéo du groupe et des concerts au Coliseu dos Recreios (2000) et au Pavilhão Atlântico (1998). L'édition est accompagnée d'un livret de 60 pages contenant des images inédites du groupe.

## Discographie

### Albums
- 1998 : Silence Becomes It
- 2000 : Only Pain Is Real
- 2000 : Only Pain is Real : The Remixes (EP)
- 2004 : Ao Vivo : Coliseu Dos Recreios (CD)
- 2004 : Ao Vivo: Coliseu Dos Recreios (DVD)
- 2014 : Silence 4 Songbook 2014 (3CD + DVD)
- 2014 : Live 1998-2000 (offert avec le magazine Blitz)

### Participations
- 1997 : Sons de Todas as Cores avec A Little Respect
- 2000 : On Leiria, Old Letters (ao vivo)
- 2000 : Easynet, Transplantation (ao vivo)[11]